# Podsitarjevec
Podsitarjevec (slovenska izgovarjava: [pɔdˈsiːtaɾjɛʋəts]) je nekdanje naselje v Občini Litija v osrednji Sloveniji. Danes je del Litije. Naselje leži na Dolenjskem in je danes skupaj s preostalo občino vključeno v Zasavsko statistično regijo.

## Geografija
Podsitarjevec leži na jugu Litije pod jugovzhodnim pobočjem Sitarjevca (448 m). Na hribu leži leta 1994 odkrito gradišče s konca železne dobe, ki je bilo naseljeno do rimske kolonizacije. Najdišče je povezano z rudniki svinca.

## Zgodovina
Podsitarjevec je razmeroma mlado naselje; sprva so ga naseljevali tovarniški in rudniški delavci, povezani z rudnikom svinca na Sitarjevcu. V Podsitarjevcu je leta 1931 živelo 23 prebivalcev v osmih hišah. Podsitarjevec je bil leta 1955 priključen Litiji in s tem prenehal obstajati kot samostojno naselje.